# Ґертруда Гакеборнзька
Ґертруда Гакеборнзька (нім. Gertrud von Hackeborn; 1232, Гальберштадт — 1292, Гельфт) — цистерціанка, з 1251 року і до своєї смерті — ігуменя Гелфтського монастиря. Вона належить до лику святих римо-католицької церкви, разом із сестрою Мехтільдою Гакеборнзькою, Ґертрудою Гельфтською і Мехтільдою Маґдебурзькою належить до найважливіших німецьких містичок. День спомину Ґертруди на літургії — 15 листопада. 

## Життєпис
Ґертруда, як і її молодша сестра Мехтільда, походила зі східно-саксонського дворянського роду Гакеборн. Обидві приїхали на навчання до цистерціанського монастиря Россдорф, який був заснований у 1229/1234 році на північний захід від Айслебена на володіннях графів Мансфельдів. У 1251 році Ґертруда стала ігуменею монастиря. Можливо, через брак води в Россдорфі, але, ймовірно, і з політичних причин, в 1258 році вона розпорядилася щодо перенесення монастиря в Гельфту на південний схід від Айслебена у сферу впливу власної родини. Для цього вона отримала матеріяльну допомогу своїх братів. 
Протягом чотирьох десятиліть на посаді ігумені монастиря Ґертруда доклала великих зусиль для економічного та дисциплінарного укріплення монастиря і для освіти та духовного життя сестер. Вона розширила бібліотеку та скрипторій, і заохочувала сестер переписувати та ромалювувати книги та вивчати духовні писання. Особливо завдяки Ґертруді Гельфтській та Мехтільді Гельфтській та її сестрі Мехтільді Гакеборнзькій Гельфта стала центром містичної духовності, який випромінював на всю Європу. 
Свідченням зростання монастиря було також заснування дочірнього монастиря святих Марії та Ґертруди в Гедерслебені у 1262 році, який також був подарований родиною Ґертруди для дванадцяти сестер із Гельфти.  